# Leucania floccida
Leucania floccida är en fjärilsart som beskrevs av Eugen Johann Christoph Esper 1788. Leucania floccida ingår i släktet Leucania och familjen nattflyn. Inga underarter finns listade i Catalogue of Life.